# Stichting Beeldrecht
De Stichting Beeldrecht was een Nederlandse collectieve beheersorganisatie die voor de bij haar aangesloten beeldend kunstenaars en architecten het beeldrecht inde. Op 1 januari 2008 is Stichting Beeldrecht opgegaan in Stichting Pictoright.
Beeldend kunstenaars, architecten en andere beeldmakers konden zich bij de stichting aansluiten. Iemand die een afbeelding wilde maken van een kunstwerk van een van die kunstenaars, moest bij de Stichting Beeldrecht toestemming vragen en daarvoor aan Stichting Beeldrecht betalen. Kunstenaars konden na aansluiting dus niet meer zelf bepalen wie ze wel of niet, en onder welke voorwaarden, toestemming gaven voor het maken van reproducties van hun werk. Beeldrecht bood maatwerkcontracten aan voor degenen die veel en vaak werk van de aangesloten kunstenaars gebruikten. Dit betekende dat partijen die minder vaak reproducties wilden maken die via Beeldrecht geregeld moesten worden, daarvoor hogere kosten betaalden.
De stichting gaf daarnaast ook juridisch advies en bijstand aan de aangesloten kunstenaars.

## Internationale activiteiten
In de Europese Unie is een kunsthandelaar of veilinghuis bij verkoop van een origineel van een kunstwerk aan de maker een volgrecht verschuldigd. De stichting Beeldrecht inde ook dit volgrecht voor zo'n 1500 aangesloten kunstenaars.
Beeldrecht werkte samen met buitenlandse zusterorganisaties. Voor die organisaties vertegenwoordigde Beeldrecht de auteursrechtelijke belangen in Nederland van ongeveer 47.000 buitenlandse kunstenaars.
Vanaf 1 januari 2008 is Stichting Beeldrecht, samen met De Visuelen en Scrio opgegaan in Stichting Pictoright.